# Народне скупштине Југославије

## Историјат 1919–1939

### Привремено народно представништво Краљевства СХС (1919–1920)
| Скупштина                                                             | Период                            | Председник                                                                             | Потпредседници                                                                                       | Секретари |
| --------------------------------------------------------------------- | --------------------------------- | -------------------------------------------------------------------------------------- | --- | --- |
| Привремено народно представништво Краљевства Срба, Хрвата и Словенаца | 1. март 1919 — 28. новембар 1920. | др Драгољуб Павловић; септембра 1920. на место Драгољуба изабран др. Станојло Вукчевић | др Иван Рибар и др Франц Јанковић; септембра 1920. на место II потпретседника изабран Адолф Рибникар | Петар Јовановић, др Јоца Манојловић, др Александар Мијовић, Јосиф Бојиновић, др Иван Крниц, др Павле Пестотник и др Драгутин Лончар; септембра 1920. за секретара изабран Херубин Шегвић |

### Уставотворна скупштина Краљевине СХС и Народна скупштина у време Устава из 1921. (1920–1929)
| Изб- -ори | Уставотворна народна скупштина                                    | Период                               | Председник        | Потпредседници | Секретари |
| --------- | ----------------------------------------------------------------- | ------------------------------------ | ----------------- | --- | --- |
| 1920.     | Уставотворна народна скупштина Краљевине Срба, Хрвата и Словенаца | 12. децембар 1920 — 2. јул 1921.     | др Иван Рибар     | I потпредседник Милош Ћосић, II потпредседника Халид Храсница и III потпредседник др Славко Милетић                                                                  | Радослав Агатоновић, Хусеин Алић, Живојин Видановић, Марко Вилић, Сретен Вукосављевић, Милутин Драговић, др Војислав Јањић, Риста Одавић и др Милош Радосављевић                                                                                                   |
| 1920.     | Народне скупштине                                                 | Период                               | Председник        | Потпредседници | Секретари |
| 1920.     | Ванредни сазив за 1921.                                           | 2. јул 1921 — 19. октобар 1921.      | др Иван Рибар     | скупштинско часништво остало јe исто | скупштинско часништво остало јe исто |
| 1920.     | Редовни сазив за 1921.                                            | 20. октобар 1921 — 19. октобар 1922. | др Иван Рибар     | I потпредседник Милорад Вујичић, II потпредседника др Халид Храсница и III потпредседник Иван Урек од 3. марта 1922. потпредседници Милорад Вујичић и Халид Храсница | Марко Вилић, Хусејин Алић, др. Милош Радосављевић, Живојин Видановић, Сретен Вукосављевић, Милутин Драговић, др. Војислав Јањић, Риста Одавић и Радослав Агатоновић од 3. марта 1922. секретари др Војислав Јањић, Јанко Рајар, Хусејин Алић и Радослав Агатоновић |
| 1920.     | Редовни сазив за 1922.                                            | 20. октобар — 21. децембар 1922.     | др Едо Лукинић    | Милорад Вујичић и др Хамдија Карамехмедовић | Сретен Вукосављевић, Милан Милојевић, Ранко Рајар и др Војислав Јањић |
| 1923.     | Ванредни сазив за 1923.                                           | 16. април — 19. октобар 1923.        | Љубомир Јовановић | Љуба Бакић и Михаило Ранковић | Стјепо Кобасица, Драган Бојовић, Јанко Шијачић и Димитрије Он. Поповић |
| 1923.     | Редовни сазив за 1923/1924.                                       | 20. октобар 1923 — 27. мај 1924.     | Љубомир Јовановић | Љуба Бакић и Михаило Ранковић; 23. јануара 1924. на место Михаила изабран Милутин Драговић                                                                           | Стјепо Кобасица, Драган Бојовић, др. Јанко Шијачић и Димитрије Он. Поповић |
| 1923.     | Ванредни сазив за 1924.                                           | 6. август — 19. октобар 1924.        |                   | | |
| 1923.     | Редовни сазив за 1924/1925.                                       | 20. октобар — 10. новембар 1924.     | Љубомир Јовановић | др. Влатко Мачек и Јосип Хохњец | Димитрије Чичевић, Хусејин Алић, Руде Бачинић и Франц Кремжар |
| 1925.     | Ванредни сазив за 1925.                                           | 7. март — 19. октобар 1925.          | Марко Трифковић   | Никола Узуновић и др. Иван Палечек, | Стјепо Кобаоица, Томо Поповић, Стојадин Павловић и Ђорђе Бранковић |
| 1925.     | Редовни сазив за 1925/1926.                                       | 20. октобар 1925 — 19. октобар 1926. | Марко Трифковић   | др. Никола Суботић и др. Станко Шибеник; 12. јуна 1926. на место др. Шибеника изабран Јосип Пасарић                                                                  | Стјепо Кобасица, Руде Бачинић, Стојадин Павловић и Јосип Загорац |
| 1925.     | Редовни сазив за 1926/1927.                                       | 19. октобар 1926 — 15. јун 1927.     | Марко Трифковић   | др Никола Суботић и Јосип Пасарић | Стјепо Кобасица, Стојадин Павловић, Јосип Загорац и Руде Бачинић |
| 1927.     | Ванредни сазив за 1927.                                           | 5. октобар — 19. октобар 1927.       | др Нинко Перић    | | |
| 1927.     | Редовни сазив за 1927/1928.                                       | 20. октобар 1927 — 19. октобар 1928. | др Нинко Перић    | Пера Марковић и Халид Храсница; 2. августа 1928. на место Пере Марковића изабран Михаило Кујунџић                                                                    | Андреја Бедјанић, Димитрије Он. Поповић, др Душан Стевчић и Лујо Валтер. |
| 1927.     | Редовни сазив за 1928/1929                                        | 20. октобар 1928 — 6. јануара 1929.  | Илија Михајловић  | Михаило Кујунџић и др. Халид Храсница | Андреј Бедјанић, др. Душан Стевчић, Лујо Валтер и Панта Јовановић |

### Народно представништво у време Устава из 1931. (1931–1939)
| Изб- -ори | Народно представништво      | Горњи и доњи дом  | Период                               | Председник                       | Потпредседници                                                            | Секретари                                                                                                |
| 1931.     | Ванредни сазив за 1931.     | Народна скупштина | 7. децембар 1931 — 19. октобар 1932. | др Коста Кумануди                | Карло Ковачевић и др Авдо Хасанбеговић; Накнадно изабран др Коста Поповић | др Драгољуб Јевремовић, Драгомир Станојевић, Анте Ковач и Милан Мравље; Накнадно изабран Гавро Милошевић |
| 1931.     | Ванредни сазив за 1931.     | Сенат             | 7. децембар 1931 — 19. октобар 1932. | др Анте Павелић (старији)        | Јован Алтипармаковић и др Фран Новак                                      | др Иван Гмајнер, др Васо Глушац и Милан Поповић                                                          |
| 1931.     | Редовни сазив за 1932/1933. | Народна скупштина | 20. октобар 1932 — 19. октобар 1933. | др Коста Кумануди                | Драгутин Карло Ковачевић, др Авдо Хасанбеговић и др Коста Поповић         | др Драгољуб Јевремовић, Драгомир Станојевић, Анте Ковач, Милан Мравље и Гавро Милошевић                  |
| 1931.     | Редовни сазив за 1932/1933. | Сенат             | 20. октобар 1932 — 19. октобар 1933. | др Анте Павелић (старији)        | Јован Алтипармаковић и др Фран Новак                                      | др Васо Глушац, др Иван Гмајнер и Милан Поповић                                                          |
| 1931.     | Редовни сазив за 1933/1934. | Народна скупштина | 20. октобар 1933 — 19. октобар 1934. | др Коста Кумануди                | Драгутин Карло Ковачевић, др Авдо Хасанбеговић и др Коста Поповић         | др Драгољуб Јевремовић, Драгомир Станојевић, Анте Ковач, Милан Мравље и Гавро Милошевић                  |
| 1931.     | Редовни сазив за 1933/1934. | Сенат             | 20. октобар 1933 — 19. октобар 1934. | др Љубомир Томашић               | др Мирослав Плој и др Урош Круљ                                           | др Ђура Котур, Милутин Драговић и Асим Алибеговић                                                        |
| 1931.     | Редовни сазив за 1934/1935. | Народна скупштина | 20. октобар 1934 — 5. фебруар 1935.  | др Коста Кумануди                | Драгутин Карло Ковачевић, др Авдо Хасанбеговић и др Коста Поповић         | др Драгољуб Јевремовић, Драгомир Станојевић, Анте Ковач, Милан Мравље и Гавро Милошевић                  |
| 1931.     | Редовни сазив за 1934/1935. | Сенат             | 20. октобар 1934 — 5. фебруар 1935.  | др Љубомир Томашић               | др Мирослав Плој и др Урош Круљ                                           | др Ђура Котур, Милутин Драговић и Асим Алибеговић                                                        |
| 1935.     | Ванредни сазив за 1935.     | Народна скупштина | 3. јун — 19. октобар 1935.           | Стеван Ћирић                     | Фрања Маркић, Војислав Лазић и др Јосип Режек                             | Мустафа Мулалић, Анте Ковач, др Драган Дамић, Милан Баџак и Новица Поповић                               |
| 1935.     | Ванредни сазив за 1935.     | Сенат             | 3. јун — 19. октобар 1935.           | Љубомир Томашић                  |                                                                           | |
| 1935.     | Редовни сазив за 1935/1936. | Народна скупштина | 20. октобар 1935 — 19. октобар 1936. | Стеван Ћирић                     | Фрања Маркић, др Јосип Режек и Радосав Вучетић                            | Анте Ковач, Мустафа Мулалић, Војислав Ненадић, Александар Лазаревић и др Драган Дамић                    |
| 1935.     | Редовни сазив за 1935/1936. | Сенат             | 20. октобар 1935 — 19. октобар 1936. | др Љубомир Томашић               | др Мирослав Плој и др Урош Круљ                                           | Милутин Драговић, Ђура Котур и др Васо Глушац                                                            |
| 1935.     | Редовни сазив за 1936/1937. | Народна скупштина | 20. октобар 1936 — 19. октобар 1937. | Стеван Ћирић                     | Фрања Маркић, Војко Чвркић и Радисав Вучетић                              | Драгомир Стојадиновић, др Драган Дамић, Тодор Живковић, др Андре Вебле и Нурија Поздерац                 |
| 1935.     | Редовни сазив за 1936/1937. | Сенат             | 20. октобар 1936 — 19. октобар 1937. | др Желимир Мажуранић             | Милан Симоновић и др Мирослав Плој                                        | др Ђуро Котур, др Мирко Црквенац и др Густав Грегорин                                                    |
| 1935.     | Редовни сазив за 1937/1938. | Народна скупштина | 20. октобар 1937 — 10. октобар 1938. | Стеван Ћирић                     | Фрања Маркић, Јеврем Томић и Радисав Вучетић                              | Драгомир Стојадиновић, др Драган Дамић, Нурија Поздерац, др Андреј Вебле и Стојадин Димитријевић         |
| 1935.     | Редовни сазив за 1937/1938. | Сенат             | 20. октобар 1937 — 10. октобар 1938. | Желимир Мажуранић                | др Ђуро Котур и Светозар Томић                                            | Ђура Вукотић, др Густав Грегорин и Тома Ковачевић                                                        |
| 1938.     | Ванредни сазив за 1939.     | Народна скупштина | 16. јануара — 26. августа 1939.      | од 16. фебруара: Милан Симоновић | од 16. фебруара: Алојзије Михелчић, др Драган Дамић и Нурија Поздерац     | од 16. фебруара: М. Баџак, Н. Поповић, С. Димитријевић, др Н. Чипек и В. Вишњевац                        |
| 1938.     | Ванредни сазив за 1939.     | Сенат             | 16. јануара — 26. августа 1939.      | др Антон Корошец                 | др Ђуро Котур и др Миле Мишкулин                                          | Ђуро Вукотић, Каменко Божић и Чедомир Захарић                                                            |

## Привремене скупштине произашле из времена Другог светског рата (1942–1945)
| Скупштине                                                        | Место   | Период                                     | Председник      | Потпредседници                                                                                          | Секретари                                                         |
| ---------------------------------------------------------------- | ------- | ------------------------------------------ | --------------- | --- | ----------------------------------------------------------------- |
| I заседање АВНОЈ-а                                               | Бихаћ   | 26. — 27. новембар 1942.                   |                 | |                                                                   |
| II заседање АВНОЈ-а                                              | Јајце   | 29. новембар 1943.                         | др Иван Рибар   | Антун Августинчић, Димитар Влахов (у одсуству), Марко Вујачић, Моша Пијаде и Јосип Рус                  | Родољуб Чолаковић и Радоња Голубовић                              |
| Велики народни конгрес (Светосавски конгрес)                     | Ба      | 25 — 28. јануар 1944.                      | Живко Топаловић | Радомир Јанковић, Антон Крејчи, Владимир Предавец, Мустафа Мулалић, Велимир Јојић и Димитрије Лазаревић | Иво Кирбиш, Велимир Кривошић, др Звонимир Бегић и Видак Ковачевић |
| III заседање АВНОЈ-а и заседање Привремене народне скупштине ДФЈ | Београд | 7. август — /10. август/ — 26. август 1945 | др Иван Рибар   | Моша Пијаде, Јосип Рус, Марко Вујачић, Филип Лакуш, Димитар Влахов и Авдо Хумо                          | Миле Перуничић и Омер Глухућ                                      |

## Историјат 1945–1992

### Уставотворна скупштина ДФЈ и ФНРЈ и Народна скупштина у време Устава од 1946. (1945–1963)
| Изб- -ори | Уставотворна скупштина                       | Горњи и доњи дом                  | Период | Председник                                                                                              | Потпредседници                                                                  | Секретари                                                 |
| --------- | -------------------------------------------- | --------------------------------- | --- | --- | ------------------------------------------------------------------------------- | --------------------------------------------------------- |
| 1945.     | Уставотворна скупштина ДФЈ и ФНРЈ            |                                   | 29. новембар 1945 — 31. јануар 1946.                                                                         | др Иван Рибар                                                                                           | Моша Пијаде, Филип Лакуш, Јосип Рус, Ђуро Пуцар, Димитар Влахов и Марко Вујачић | Миле Перуничић                                            |
| 1945.     | Уставотворна скупштина ДФЈ и ФНРЈ            | Савезна скупштина                 | 29. новембар 1945 — 31. јануар 1946.                                                                         | Владимир Симић                                                                                          | Фрањо Гажи, Сулејман Филиповић (до 6. децембра) и Авдо Хумо (од 6. децембра)    | Воја Лековић, Љубчо Арсов и Стеван Јовичић                |
| 1945.     | Уставотворна скупштина ДФЈ и ФНРЈ            | Скупштина народа                  | 29. новембар 1945 — 31. јануар 1946.                                                                         | Јосип Видмар                                                                                            | Косан Павловић и Божидар Масларић                                               | Нинко Петровић, Јоза Миливојевић и Михаило Грбић          |
| 1945.     | Народне скупштине ФНРЈ                       | Горњи и доњи дом                  | Период | Председник                                                                                              | Потпредседници                                                                  | Секретари                                                 |
| 1945.     | I ванредно заседање Народне скупштине ФНРЈ   | Савезно веће                      | 31. јануара − 4. фебруара 1946.                                                                              | Владимир Симић                                                                                          | Фрањо Гажи и Авдо Хумо                                                          | Воја Лековић, Љубчо Арсов и Стеван Јовичић                |
| 1945.     | I ванредно заседање Народне скупштине ФНРЈ   | Веће народа                       | 31. јануара − 4. фебруара 1946.                                                                              | Јосип Видмар                                                                                            | Божидар Масларић и Косан Павловић                                               | Нинко Петровић, Јоза Миливојевић и Михаило Грбић          |
| 1945.     | II ванредно заседање Народне скупштине ФНРЈ  | Савезно веће                      | 20. марта − 1. априла 1946.                                                                                  | Владимир Симић                                                                                          | Фрањо Гажи и Авдо Хумо                                                          | Воја Лековић, Љубчо Арсов и Стеван Јовичић                |
| 1945.     | II ванредно заседање Народне скупштине ФНРЈ  | Веће народа                       | 20. марта − 1. априла 1946.                                                                                  | Јосип Видмар                                                                                            | Божидар Масларић и Косан Павловић                                               | Нинко Петровић, Јоза Миливојевић и Михаило Грбић          |
| 1945.     | I редовно заседање Народне скупштине ФНРЈ    | Савезно веће                      | 15. маја − 20. јула 1946.                                                                                    | Владимир Симић                                                                                          | Фрањо Гажи и Авдо Хумо                                                          | Воја Лековић, Љубчо Арсов и Стеван Јовичић                |
| 1945.     | I редовно заседање Народне скупштине ФНРЈ    | Веће народа                       | 15. маја − 20. јула 1946.                                                                                    | Јосип Видмар                                                                                            | Божидар Масларић и Косан Павловић                                               | Нинко Петровић, Јоза Миливојевић и Михаило Грбић          |
| 1945.     | II редовно заседање Народне скупштине ФНРЈ   | Савезно веће                      | 2. − 21. децембра 1946.                                                                                      | Владимир Симић                                                                                          | Фрањо Гажи и Авдо Хумо                                                          | Воја Лековић, Љубчо Арсов и Стеван Јовичић                |
| 1945.     | II редовно заседање Народне скупштине ФНРЈ   | Веће народа                       | 2. − 21. децембра 1946.                                                                                      | Јосип Видмар                                                                                            | Божидар Масларић и Косан Павловић                                               | Нинко Петровић, Јоза Миливојевић и Михаило Грбић          |
| 1945.     | III редовно заседање Народне скупштине ФНРЈ  | Савезно веће                      | 26. марта − 28. априла 1947.                                                                                 | Владимир Симић                                                                                          | Фрањо Гажи и Авдо Хумо                                                          | Воја Лековић, Љубчо Арсов и Стеван Јовичић                |
| 1945.     | III редовно заседање Народне скупштине ФНРЈ  | Веће народа                       | 26. марта − 28. априла 1947.                                                                                 | Јосип Видмар                                                                                            | Божидар Масларић и Косан Павловић                                               | др Бранко Чубриловић, Јоза Миливојевић и Михаило Грбић    |
| 1945.     | IV редовно заседање Народне скупштине ФНРЈ   | Савезно веће                      | 24. − 29. новембра 1947.                                                                                     | Владимир Симић                                                                                          | Фрањо Гажи и Авдо Хумо                                                          | Момчило Марковић, Љубчо Арсов и Стеван Јовичић            |
| 1945.     | IV редовно заседање Народне скупштине ФНРЈ   | Веће народа                       | 24. − 29. новембра 1947.                                                                                     | Јосип Видмар                                                                                            | Божидар Масларић и Косан Павловић                                               | др Бранко Чубриловић, Јоза Миливојевић и Михаило Грбић    |
| 1945.     | V редовно заседање Народне скупштине ФНРЈ    | Савезно веће                      | 22. − 28. априла 1948.                                                                                       | Владимир Симић                                                                                          | Фрањо Гажи и Авдо Хумо                                                          | Момчило Марковић, Вида Томшич и Стеван Јовичић            |
| 1945.     | V редовно заседање Народне скупштине ФНРЈ    | Веће народа                       | 22. − 28. априла 1948.                                                                                       | Јосип Видмар                                                                                            | Божидар Масларић и Косан Павловић                                               | др Бранко Чубриловић, Јоза Миливојевић и Михаило Грбић    |
| 1945.     | VI редовно заседање Народне скупштине ФНРЈ   | Савезно веће                      | 27. − 30. септембра 1948.                                                                                    | Владимир Симић                                                                                          | Фрањо Гажи и Авдо Хумо                                                          | Момчило Марковић, Вида Томшич и Стеван Јовичић            |
| 1945.     | VI редовно заседање Народне скупштине ФНРЈ   | Веће народа                       | 27. − 30. септембра 1948.                                                                                    | Јосип Видмар                                                                                            | Божидар Масларић и Косан Павловић                                               | др Бранко Чубриловић, Јоза Миливојевић и Михаило Грбић    |
| 1945.     | III ванредно заседање Народне скупштине ФНРЈ | Савезно веће                      | 27. − 28. новембра 1948.                                                                                     | Владимир Симић                                                                                          | Фрањо Гажи и Авдо Хумо                                                          | Момчило Марковић, Вида Томшич и Стеван Јовичић            |
| 1945.     | III ванредно заседање Народне скупштине ФНРЈ | Веће народа                       | 27. − 28. новембра 1948.                                                                                     | Јосип Видмар                                                                                            | Божидар Масларић и Косан Павловић                                               | др Бранко Чубриловић, Јоза Миливојевић и Михаило Грбић    |
| 1945.     | IV ванредно заседање Народне скупштине ФНРЈ  | Савезно веће                      | 26. − 30. децембра 1948.                                                                                     | Владимир Симић                                                                                          | Фрањо Гажи и Осман Карабеговић                                                  | Момчило Марковић, Вида Томшич и Стеван Јовичић            |
| 1945.     | IV ванредно заседање Народне скупштине ФНРЈ  | Веће народа                       | 26. − 30. децембра 1948.                                                                                     | Јосип Видмар                                                                                            | Крсто Попивода и Косан Павловић                                                 | др Бранко Чубриловић, Јоза Миливојевић и Михаило Грбић    |
| 1945.     | VII редовно заседање Народне скупштине ФНРЈ  | Савезно веће                      | 25. − 28. маја 1949.                                                                                         | Владимир Симић                                                                                          | Фрањо Гажи и Пашага Манџић                                                      | Момчило Марковић, Вида Томшич и Стеван Јовичић            |
| 1945.     | VII редовно заседање Народне скупштине ФНРЈ  | Веће народа                       | 25. − 28. маја 1949.                                                                                         | Јосип Видмар                                                                                            | Крсто Попивода и Косан Павловић                                                 | др Бранко Чубриловић, Јоза Миливојевић и Михаило Грбић    |
| 1945.     | VIII редовно заседање Народне скупштине ФНРЈ | Савезно веће                      | 26. − 28. децембра 1949.                                                                                     | Владимир Симић                                                                                          | Фрањо Гажи и Пашага Манџић                                                      | Момчило Марковић, Вида Томшич и Стеван Јовичић            |
| 1945.     | VIII редовно заседање Народне скупштине ФНРЈ | Веће народа                       | 26. − 28. децембра 1949.                                                                                     | Јосип Видмар                                                                                            | Крсто Попивода и Косан Павловић                                                 | др Бранко Чубриловић, Јоза Миливојевић и Михаило Грбић    |
| 1945.     | V ванредно заседање Народне скупштине ФНРЈ   | Савезно веће                      | 20. − 21. јануара 1950.                                                                                      | Владимир Симић                                                                                          | Фрањо Гажи и Пашага Манџић                                                      | Момчило Марковић, Вида Томшич и Стеван Јовичић            |
| 1945.     | V ванредно заседање Народне скупштине ФНРЈ   | Веће народа                       | 20. − 21. јануара 1950.                                                                                      | Јосип Видмар                                                                                            | Крсто Попивода и Косан Павловић                                                 | др Бранко Чубриловић, Јоза Миливојевић и Михаило Грбић    |
| 1950.     | I редовно заседање (други сазив)             | Савезно веће                      | 24. − 27. априла 1950.                                                                                       | Владимир Симић                                                                                          | Фрањо Гажи и Крсто Попивода                                                     | Момчило Марковић, Вида Томшич и Наум Наумовски            |
| 1950.     | I редовно заседање (други сазив)             | Веће народа                       | 24. − 27. априла 1950.                                                                                       | Јосип Видмар                                                                                            | Митра Митровић и Вељко Влаховић                                                 | Скендер Куленовић, Јожа Хорват и Крсте Марковски          |
| 1950.     | I ванредно заседање (други сазив)            | Савезно веће                      | 26. − 27. јуна 1950.                                                                                         | Владимир Симић                                                                                          | Фрањо Гажи и Крсто Попивода                                                     | Момчило Марковић, Вида Томшич и Наум Наумовски            |
| 1950.     | I ванредно заседање (други сазив)            | Веће народа                       | 26. − 27. јуна 1950.                                                                                         | Јосип Видмар                                                                                            | Митра Митровић и Вељко Влаховић                                                 | Скендер Куленовић, Јожа Хорват и Крсте Марковски          |
| 1950.     | II редовно заседање (други сазив)            | Савезно веће                      | 21. − 29. децембра 1950.                                                                                     | Владимир Симић                                                                                          | Фрањо Гажи и Крсто Попивода                                                     | Момчило Марковић, Вида Томшич и Наум Наумовски            |
| 1950.     | II редовно заседање (други сазив)            | Веће народа                       | 21. − 29. децембра 1950.                                                                                     | Јосип Видмар                                                                                            | Митра Митровић и Вељко Влаховић                                                 | Скендер Куленовић, Јожа Хорват и Крсте Марковски          |
| 1950.     | III редовно заседање (други сазив)           | Савезно веће                      | 25. − 27. фебруара 1951.                                                                                     | Владимир Симић                                                                                          | Фрањо Гажи и Крсто Попивода                                                     | Момчило Марковић, Вида Томшич и Наум Наумовски            |
| 1950.     | III редовно заседање (други сазив)           | Веће народа                       | 25. − 27. фебруара 1951.                                                                                     | Јосип Видмар                                                                                            | Митра Митровић и Вељко Влаховић                                                 | Скендер Куленовић, Јожа Хорват и Крсте Марковски          |
| 1950.     | IV редовно заседање (други сазив)            | Савезно веће                      | 28. − 29. септембра 1951.                                                                                    | Владимир Симић                                                                                          | Фрањо Гажи и Крсто Попивода                                                     | Момчило Марковић, Вида Томшич и Наум Наумовски            |
| 1950.     | IV редовно заседање (други сазив)            | Веће народа                       | 28. − 29. септембра 1951.                                                                                    | Јосип Видмар                                                                                            | Митра Митровић и Вељко Влаховић                                                 | Скендер Куленовић, Јожа Хорват и Крсте Марковски          |
| 1950.     | II ванредно заседање (други сазив)           | Савезно веће                      | 27. − 29. децембра 1951.                                                                                     | Владимир Симић                                                                                          | Фрањо Гажи и Вељко Зековић                                                      | Момчило Марковић, Вида Томшич и Наум Наумовски            |
| 1950.     | II ванредно заседање (други сазив)           | Веће народа                       | 27. − 29. децембра 1951.                                                                                     | Јосип Видмар                                                                                            | Митра Митровић и Вељко Влаховић                                                 | Скендер Куленовић, Јожа Хорват и Крсте Марковски          |
| 1950.     | V редовно заседање (други сазив)             | Савезно веће                      | 28. марта − 1. априла 1952.                                                                                  | Владимир Симић                                                                                          | Фрањо Гажи и Вељко Зековић                                                      | Момчило Марковић, Вида Томшич и Наум Наумовски            |
| 1950.     | V редовно заседање (други сазив)             | Веће народа                       | 28. марта − 1. априла 1952.                                                                                  | Јосип Видмар                                                                                            | Митра Митровић и Грга Јанкез                                                    | Скендер Куленовић, Јожа Хорват и Крсте Марковски          |
| 1950.     | VI редовно заседање (други сазив)            | Савезно веће                      | 25. − 27. децемра 1952, 10. − 14. јануара, 25. фебруара, 23. марта, 20. − 22. маја и 7. − 10. септемба 1953. | Владимир Симић                                                                                          | Фрањо Гажи и Вељко Зековић                                                      | Момчило Марковић, Вида Томшич и Наум Наумовски            |
| 1950.     | VI редовно заседање (други сазив)            | Веће народа                       | 25. − 27. децемра 1952, 10. − 14. јануара, 25. фебруара, 23. марта, 20. − 22. маја и 7. − 10. септемба 1953. | Јосип Видмар                                                                                            | Митра Митровић и Грга Јанкез                                                    | Скендер Куленовић, Јожа Хорват и Крсте Марковски          |
| Изб- -ори | Савезне народне скупштине                    | Горњи и доњи дом                  | Период | Председник                                                                                              | Потпредседници                                                                  | Секретари                                                 |
| 1953.     | Савезна народна скупштина (III сазив)        | Заједничко председништво оба дома | од новембра 1953. до децембра 1957.                                                                          | Милован Ђилас до 13.1.1954. Моша Пијаде од 28.1.1954. до смрти 15.3.1957. Петар Стамболић од 26.3.1957. | Владимир Симић и Лидија Шентјурц                                                | Велимир Стојнић до 23.4.1955. Мирар Бакић од 23.4.1955.   |
| 1953.     | Савезна народна скупштина (III сазив)        | Савезно веће                      | од новембра 1953. до децембра 1957.                                                                          | Влада Зечевић                                                                                           | Видое Смилевски                                                                 | Записничари: Живко Бернот, Мухидин Бегић и Обрад Стишовић |
| 1953.     | Савезна народна скупштина (III сазив)        | Веће произвођача                  | од новембра 1953. до децембра 1957.                                                                          | Иван Божичевић                                                                                          | инж. Војин Поповић                                                              | Записничари: Ишидор Брдари, Ђуро Ћорковић и Антон Штрум   |
| 1958.     |                                              | Заједничко председништво оба дома | до 1963. | Петар Стамболић                                                                                         |                                                                                 |                                                           |
| 1958.     | Савезно веће                                 |                                   | до 1963. | |                                                                                 |                                                           |
| 1958.     | Веће произвођача                             |                                   | до 1963. | |                                                                                 |                                                           |

### Савезна скупштина у време Устава од 1963. (1963–1974)
| Изб- -ори               | Период       | Председник Савезне скупштине |
| ----------------------- | ------------ | ---------------------------- |
| 1963. 1965. 1967. 1969. | 1963 — 1967. | Едвард Кардељ                |
| 1963. 1965. 1967. 1969. | 1967 — 1971. | Милентије Поповић            |
| 1963. 1965. 1967. 1969. | 1971 — 1974. | Мијалко Тодоровић            |

### Скупштина у време Устава од 1974. (1974–1992)
| Изб- -ори                     | Период       | Председник Скупштине СФРЈ |
| ----------------------------- | ------------ | ------------------------- |
| 1974. 1978. 1982. 1986. 1989. | 1974 — 1978. | Киро Глигоров             |
| 1974. 1978. 1982. 1986. 1989. | 1978 — 1982. | Драгослав-Дража Марковић  |
| 1974. 1978. 1982. 1986. 1989. | 1982 — 1984. | Раиф Диздаревић           |
| 1974. 1978. 1982. 1986. 1989. | 1984 — 1986. | Душан Алимпић             |
| 1974. 1978. 1982. 1986. 1989. | 1986 — 1988. | Марјан Рожич              |
| 1974. 1978. 1982. 1986. 1989. | 1988 — 1992. | Слободан Глигоријевић     |

## Историјат 1992–2006

### Савезна скупштина у време Устава од 1992. (1992–2003)
| Изб- -ори   | Горњи и доњи дом              | Период                                                            | Председници |
| ----------- | ----------------------------- | ----------------------------------------------------------------- | --- |
| 1992. (мај) | Веће грађана и Веће република |                                                                   | Југослав Костић председник Већа грађана Скупштине СРЈ од 1992. Милош Радуловић председник Већа република Радоман Божовић председник Већа грађана Миломир Минић председник Већа грађана Скупштине СРЈ од 1994. до 2000. Срђа Божовић председник Већа република од 1996. до 2000. |
| 1992. (дец) | Веће грађана и Веће република |                                                                   | Југослав Костић председник Већа грађана Скупштине СРЈ од 1992. Милош Радуловић председник Већа република Радоман Божовић председник Већа грађана Миломир Минић председник Већа грађана Скупштине СРЈ од 1994. до 2000. Срђа Божовић председник Већа република од 1996. до 2000. |
| 1996.       | Веће грађана и Веће република |                                                                   | Југослав Костић председник Већа грађана Скупштине СРЈ од 1992. Милош Радуловић председник Већа република Радоман Божовић председник Већа грађана Миломир Минић председник Већа грађана Скупштине СРЈ од 1994. до 2000. Срђа Божовић председник Већа република од 1996. до 2000. |
| 2000.       | Веће грађана                  |                                                                   | Драгољуб Мићуновић председник Већа грађана Скупштине СРЈ од 2000. до 2003. |
| 2000.       | Веће република                | Срђа Божовић председник Већа република / поново од 2000. до 2003. | |

### Скупштина у време Уставне повеље од 2003. (2003–2006)
| Председник | Потпредседник   |
| --- | --------------- |
| Драгољуб Мићуновић председник Скупштине СЦГ од 2003. до 2004. Зоран Шами председник Скупштине СЦГ од 2004. до 2006. | Милорад Дрљевић |